# Michael Winterbottom

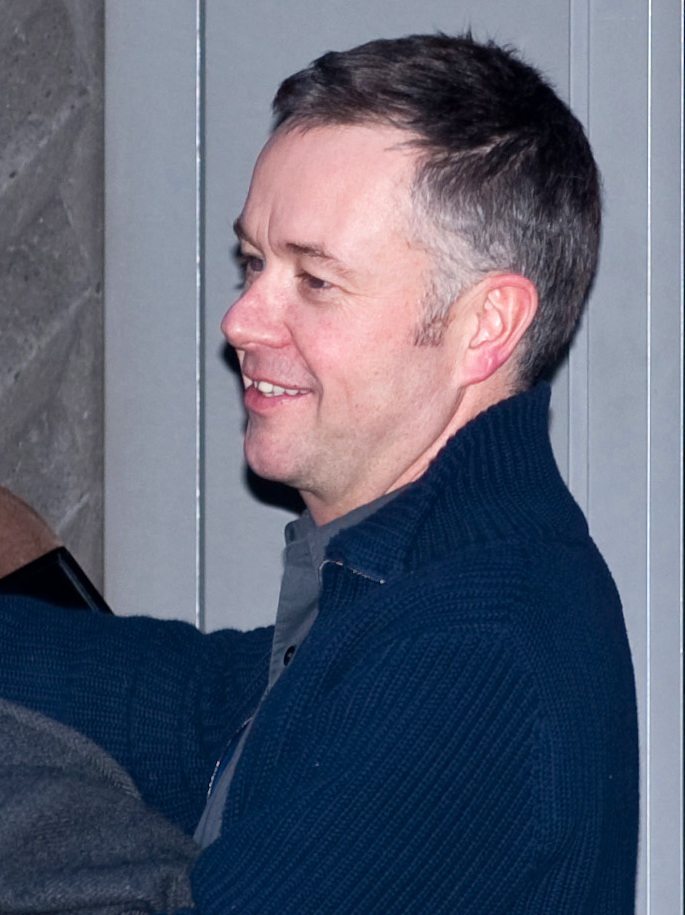
Michael Winterbottom (2009)

Michael Winterbottom (Blackburn, Lancashire, 29 maart 1961) is een Brits filmregisseur.
Winterbottom volgde zijn opleiding in Oxford, waarna hij de filmacademie in Bristol volgde. Hij werkte voor de Britse televisie voor hij aan zijn filmcarrière begon.
Drie van zijn films, Welcome to Sarajevo, Wonderland en Twenty Four Hour Party People werden genomineerd voor de Gouden Palm op het filmfestival van Cannes.
In 2005 maakte hij A Cock and Bull Story, een bewerking van het onverfilmbaar geachte boek Tristram Shandy van Laurence Sterne.
Winterbottoms meest recente film (2014) is The trip to Italy. 

## Filmografie
- Butterfly Kiss (1995)
- Go Now (1995)
- Jude (1996), naar de roman 'Jude the Obscure' van Thomas Hardy
- Welcome to Sarajevo (1997)
- I Want You (1998)
- With or Without (1999)
- Wonderland (1999)
- The Claim (2000), naar Thomas Hardy's roman 'The Mayor of Casterbridge'
- Twenty Four Hour Party People (2002)
- In This World (2002)
- Code 46 (2003)
- 9 Songs (2004)
- A Cock and Bull Story (2005)
- The Road to Guantánamo (2005)
- A Mighty Heart (2007)
- Genova (2008)
- The Killer Inside Me (2010)
- The Trip (2010)
- Trishna (2011)
- 60 Seconds of Solitude in Year Zero (2011)
- Everyday (2012)
- The Look of Love (2013)
- The Trip to Italy (2014)